# Pramfart
 Denne artikel omhandler overvejende eller alene danske forhold. Hjælp gerne med at gøre artiklen mere almen.
Pramfart betegner sejlads med pramme på vandløb eller kanaler. Pramfarten sker ved at trække eller drage prammen på en træksti langs vandløbets eller kanalens bred. Pramfart adskiller sig fra flodfart som denne kendes blandt andet fra Mellemeuropa ved, at forholdene ikke (eller kun på mindre strækninger) muliggør fartøjets fremdrift ved egen kraft.
I 1700-tallet og 1800-tallet gravedes mange steder i Europa kanaler til fremme af pramfarten. Da jernbanerne blev anlagte fra midten af 1800-tallet, blev pramfarten overalt trængt tilbage.
I Danmark kendes blandt andet:
- pramfarten på Esrum Kanal;
- pramfarten på Gudenåen;
- pramfarten på Susåen mellem Karrebæksminde og Næstved.

Pramfarten blev reguleret ved Anordning af 29. juli 1846.